# Chilehaus
Chilehaus är ett kontorshus i Hamburgs kontorskvarter som byggdes 1922–1924. Huset ritades av Fritz Höger på uppdrag av redaren Henry B. Sloman. Namnet kommer av att Sloman under decennier hade handel med Chile. 
Den 5 juli 2015 upptogs Chilehaus tillsammans med Speicherstadt och Kontorhausviertel i Unescos världsarvslista.

## Bildgalleri

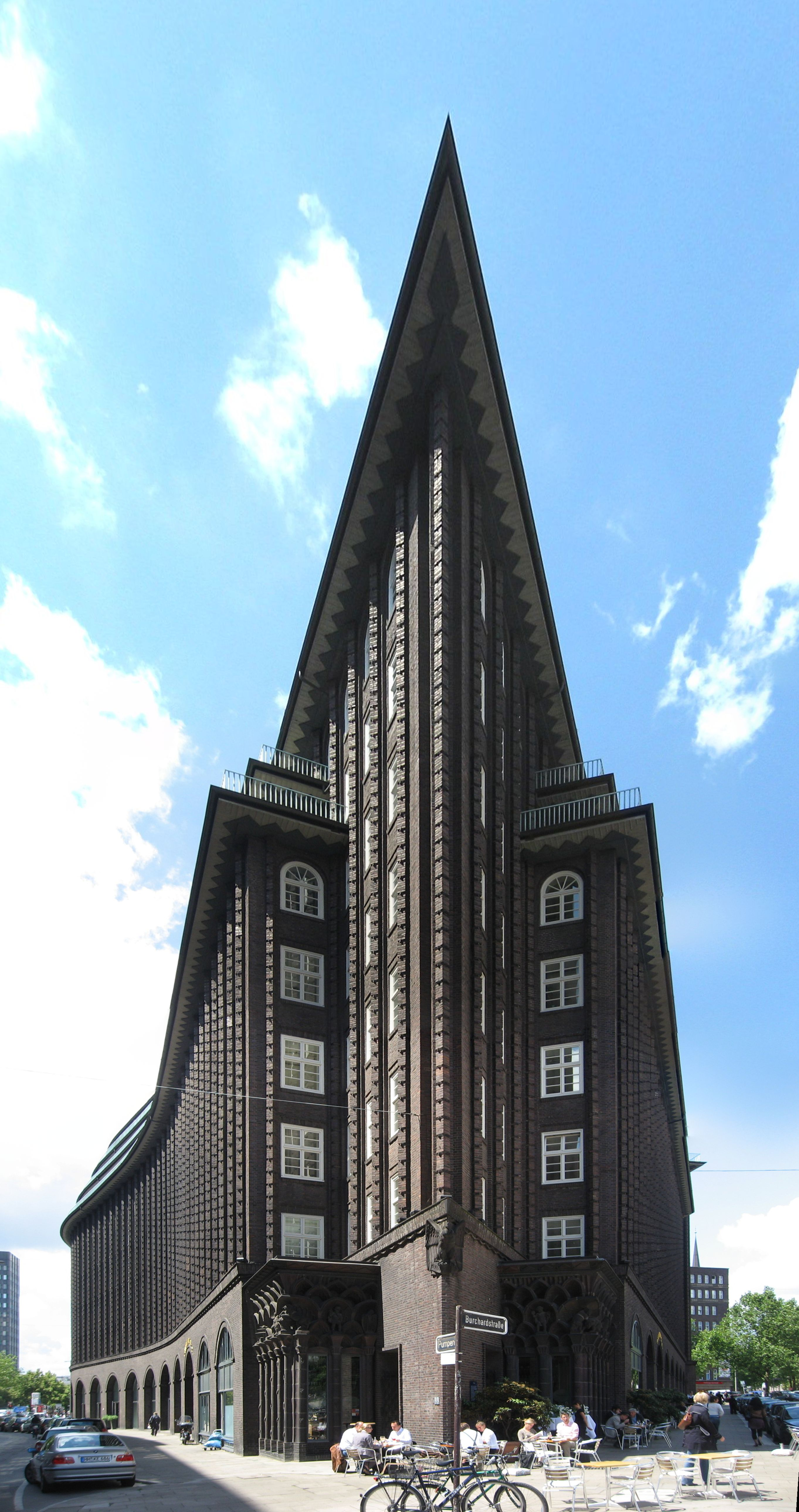
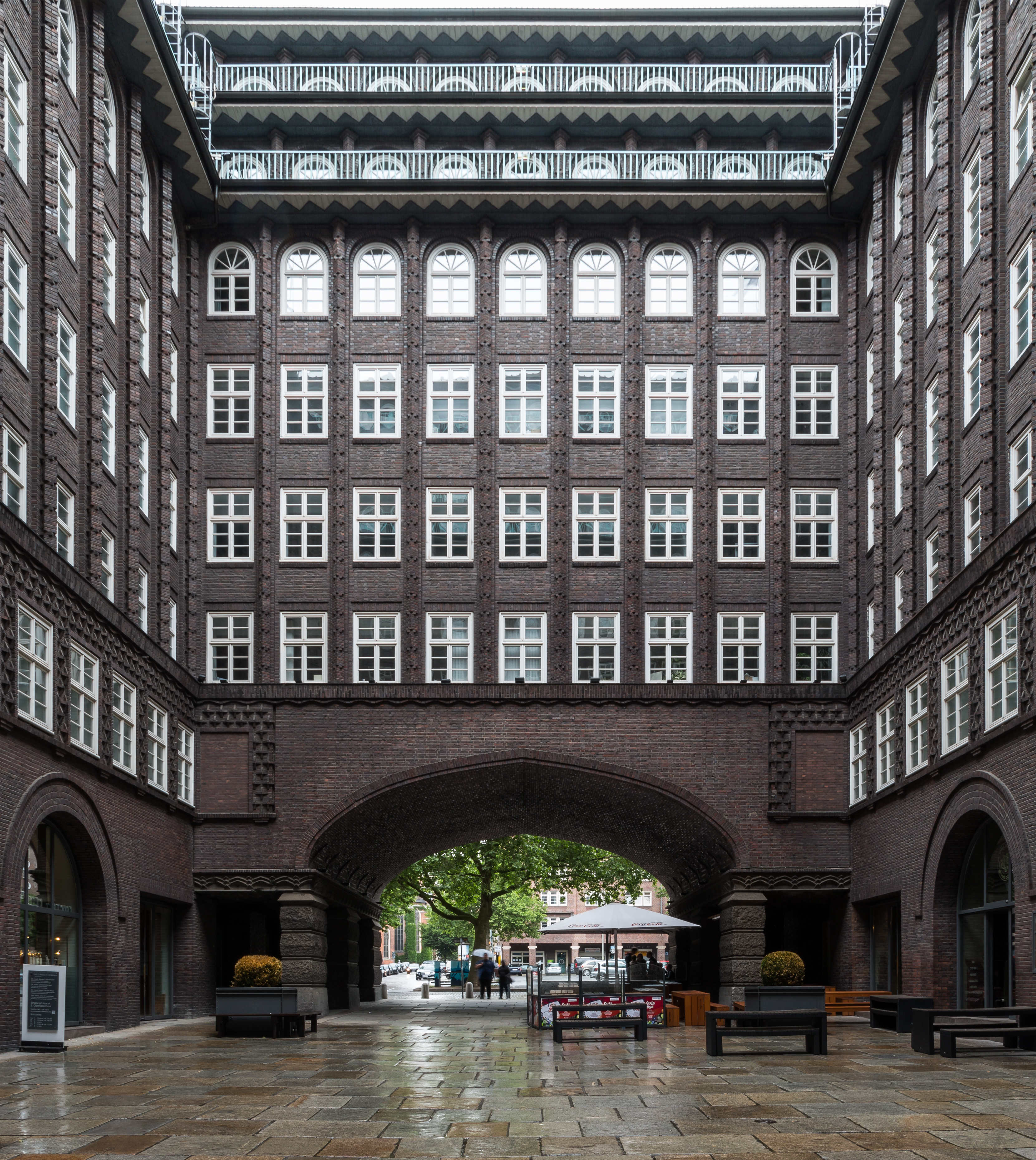
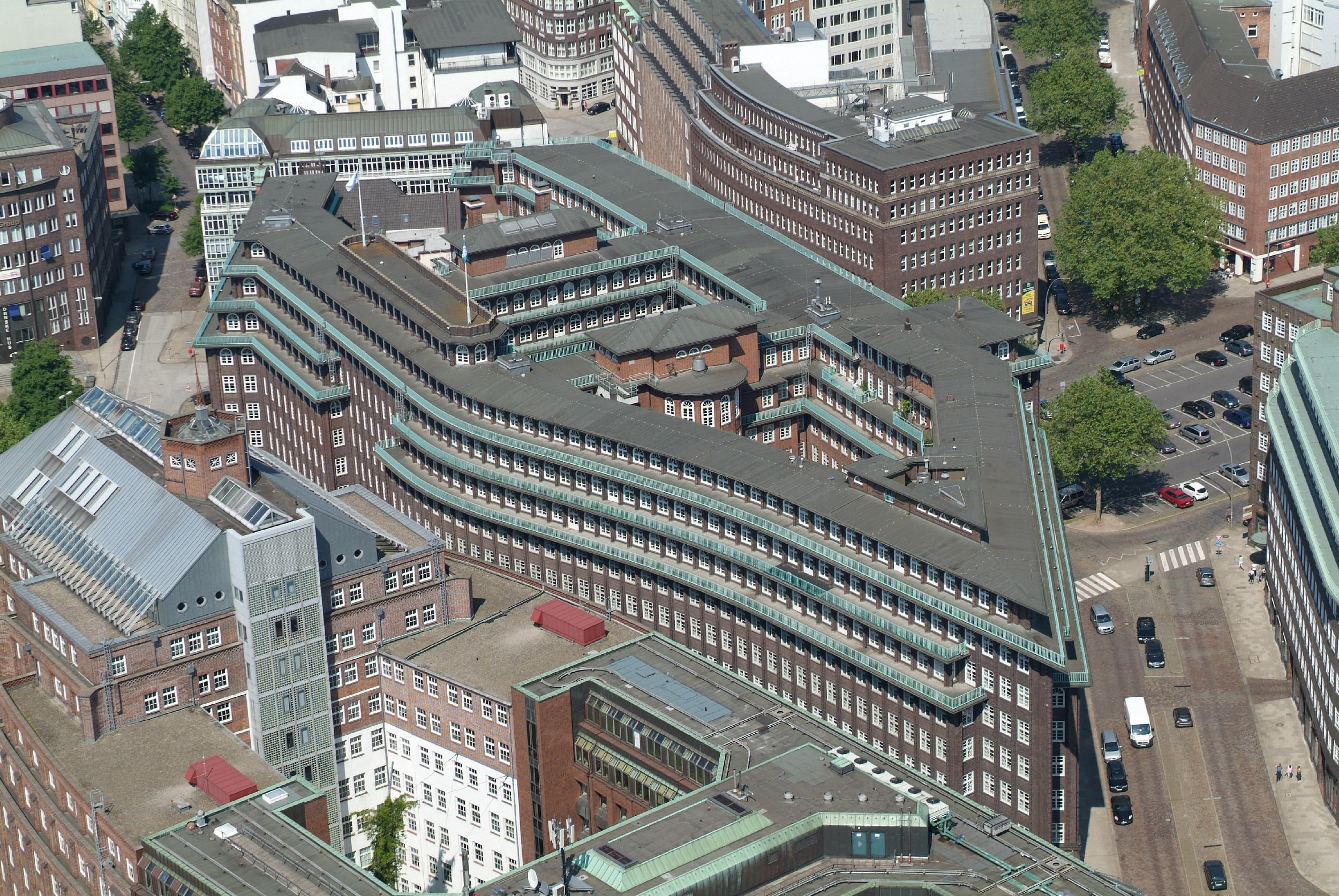